# The Game of Love
The Game of Love („Das Spiel der Liebe“) ist ein englischsprachiges Musical nach den deutschen Theaterstücken Anatol und Anatols Größenwahn des österreichischen Dramatikers Arthur Schnitzler. Es spielt im Wien des späten 19. Jahrhunderts  und behandelt die vielen oberflächlichen und unreifen Beziehungen des bürgerlichen Playboys Anatol. Das Musical basiert auf der Übersetzung des Theaterstücks durch Tom Jones. Die Texte stammen von Jones, die Musik von Jacques Offenbach, mit musikalischen Arrangements und zusätzlicher Musik von Nancy Ford.

## Musiktitel
- In Vienna – Max
- I Love To Be In Love – Anatol, Max
- The Hypnotism Song – Cora, Anatol, Max
- The Music Of Bavaria – Annie, Fritz
- Finishing With An Affair – Anatol, Kellner
- The Oyster Waltz – Annie, Kellner
- Come Buy A Trinket – Hausierer
- There's A Room – Anatol, Gabriele
- Anatol's Last Night – Anatol
- Love Conquers All – Ilona, Anatol, Max
- Listen To The Rain – Ilona
- Seasons – Max
- It's For The Young – Anatol, Max
- Menage-A-Trois – Baron Diebel
- There's A Flower I Wear – Annette
- The Game Of Love – Alle

## Personen
- Anatol – der Protagonist
- Max – Anatols Freund
- Cora – eine Geliebte Anatols
- Annie – eine Geliebte Anatols
- Gabriele – eine ehemalige Geliebte Anatols
- Ilona – eine Geliebte Anatols
- Annette – eine Geliebte Anatols
- Baron Diebel – ein alternde Playboy